# Albert Matzinger
Albert Matzinger (La Chaux-de-Fonds, 26 aprile 1904 – Le Landeron, 15 aprile 1988) è stato un calciatore svizzero, di ruolo attaccante.

## Carriera

### Nazionale
Ha collezionato tre presenze con la propria Nazionale.